# Isabel Carrasco
Isabel Carrasco Lorenzo (Campo y Santibáñez, 4 de marzo de 1955 - León, 12 de mayo de 2014) fue una política española. Desempeñó toda su trayectoria en Castilla y León, donde fue miembro y la presidenta del Partido Popular en León así como presidenta de la Diputación Provincial de León entre 2007 y su asesinato en 2014.

## Carrera política
Nacida en Santibáñez del Bernesga, se licenció en Derecho por la Universidad de Valladolid y en 1980 empezó a ejercer como inspectora de Finanzas del Estado, teniendo como primer destino Vigo y posteriormente León.
En octubre de 1987 fue nombrada Delegada Territorial de la Junta en la provincia de León por el entonces presidente de la Junta de Castilla y León José María Aznar, cargo que desempeñó hasta septiembre de 1991. A partir de esa fecha regresó a sus funciones de inspectora de Hacienda como Jefa de la Unidad Regional de Inspección de las Grandes Empresas y Patrimonio en el ámbito de Castilla y León. 
En 1989 empezó a impartir clases de Derecho Financiero y Tributario en la Universidad de León, lo cual se prolongó durante dos años.
Siendo presidente autonómico Juan José Lucas, fue Consejera de Economía y Hacienda de la Junta de Castilla y León desde el 11 de julio de 1995 hasta el final de la V Legislatura, en la que Juan Vicente Herrera la excluyó de su equipo de gobierno. Durante la VI Legislatura autonómica fue Senadora designada por la comunidad autónoma de Castilla y León y Procuradora de las Cortes de Castilla y León.
En el XI Congreso Provincial del Partido Popular leonés, que tuvo lugar en diciembre de 2004, fue elegida Presidenta, siendo la primera mujer en asumir este cargo en el PP de León. Su carácter expeditivo y su poca tolerancia respecto a aquellos que la contradecían, le provocó multitud de conflictos y problemas internos con sus compañeros de partido, provocando por ejemplo la baja de más de doscientos militantes en la comarca de El Bierzo, o en San Andrés del Rabanedo, Villaquilambre, Cistierna y Astorga, donde disolvió las juntas locales para colocar a personas de su confianza, por lo que varios militantes populares se dieron de baja y se presentaron en sus localidades bajo otra candidatura.
En las elecciones municipales de España de 2007 concurrió como concejala en su municipio de origen, Cuadros, pese a que estuvo sopesando hasta el final ir como número dos en la lista de Mario Amilivia para el Ayuntamiento de León. Gracias a la mayoría absoluta obtenida, desde julio de 2007 fue la primera presidenta de la Diputación Provincial de León a pesar de haber tenido que afrontar problemas internos con miembros de su partido que pretendían presentar una lista alternativa a Carrasco encabezada por el alcalde de Valencia de Don Juan y con los que fue obligada a pactar para ser investida presidenta.

## Asesinato
Isabel Carrasco murió tiroteada el 12 de mayo de 2014, por la tarde, en plena vía pública de León, poco antes de dirigirse a Valladolid a un mitin electoral. Una mujer, Montserrat González, y su hija Triana Martínez González, ambas afiliadas al PP, fueron detenidas como presuntas autoras materiales del asesinato. Las primeras investigaciones apuntaron a una venganza como móvil del crimen, ya que la detenida de menor edad fue despedida del organismo provincial. Una tercera persona, Raquel Gago, fue acusada de encubrir el crimen y se le impuso una pena de catorce años de prisión.

### Reacciones
Tras su asesinato se sucedieron distintas reacciones políticas condenando lo ocurrido. Las principales formaciones políticas del país suspendieron los actos electorales relacionados con las elecciones europeas de 2014. A su funeral, oficiado el 13 de mayo, acudieron el entonces presidente del gobierno español, Mariano Rajoy, el expresidente José Luis Rodríguez Zapatero y otros representantes políticos.

## Polémicas
En el transcurso de su carrera política fue protagonista de distintas polémicas. Fue condenada en los tribunales por el amaño de unas oposiciones en la Diputación de León y acusada de pasar kilometraje no realizado al erario público. Fue también polémico su aumento de sueldo (un 13% en julio de 2011), y se le acusó de pagar tratamientos de belleza con dinero público. Llegó a ocupar 13 cargos simultáneamente:
- Presidenta del PP de León.
- Concejala del Ayuntamiento de León.
- Presidenta de la Diputación Provincial de León.[31]
- Presidenta del Consorcio del Aeropuerto de León.
- Presidenta del Instituto Leonés de Cultura.
- Presidenta del Consorcio Provincial de Turismo.
- Presidenta de Gersul.
- Consejera de Tinsa.
- Consejera de Caja España.
  - Consejera de la Asamblea General de Caja España.
  - Consejera de Viproelco.
  - Consejera de Inmocasa.
  - Vicepresidenta de Invergestión.

## Reconocimientos y premios
En 2005 le fue concedida la Medalla de Oro del Colegio Oficial de Titulares Mercantiles y Empresariales de León.
En 2012 fue galardonada con la «Patata de Bronce» reconociendo su trabajo en la institución provincial por el desarrollo de la provincia de León tanto económica como socialmente.
El 16 de mayo de 2014 le fue concedida, a título póstumo, la Medalla de Oro de la Provincia de León.